# Klooster Vrdnik-Ravanica

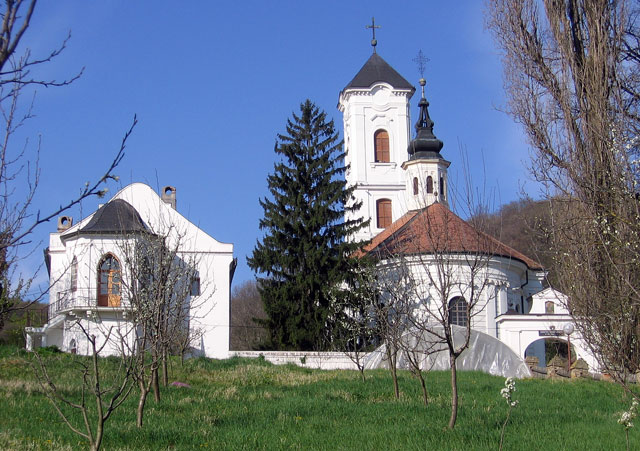
Klooster Vrdnik-Ravanica

Het klooster Vrdnik-Ravanica (Servisch: Манастир Врдник-Раваница, Manastir Vrdnik-Ravanica) is een Servisch-orthodox klooster gelegen in de Fruška Gora in de Servische autonome provincie Vojvodina. De exacte datum dat het klooster werd gesticht is onbekend. Volgens archieven werd het gebouwd in de periode van metropoliet Serafim, in de tweede helft van de 16de eeuw. 